# نراد فارژ
نراد فارژ (نام علمی: Abies fargesii) گونه‌ای از درختان همیشه‌سبز از سردهٔ نرادها و تیرهٔ کاجیان است. این گونه بومی مناطق کوهستانی کشور چین بوده و در استان‌های هوبئی، سیچوان و شانشی به‌طور گسترده یافت می‌شود. نراد فارژ معمولاً در ارتفاعات ۱۵۰۰ تا ۳۰۰۰ متری از سطح دریا رشد می‌کند و می‌تواند تا ارتفاع ۴۰ متر نیز برسد.
این درخت به دلیل چوب باکیفیت و استفاده‌های زینتی در باغ‌ها و پارک‌ها مورد توجه قرار دارد. برگ‌های آن سوزنی‌شکل و مخروط‌های آن به رنگ قهوه‌ای هستند که بر روی شاخه‌های بالایی درخت ظاهر می‌شوند.
تخریب زیستگاه‌های طبیعی و بهره‌برداری بی‌رویه تهدیداتی برای این گونه به‌شمار می‌آیند، اما بر اساس فهرست سرخ اتحادیه بین‌المللی حفاظت از طبیعت (IUCN)، وضعیت حفاظتی نراد فارژ در دستهٔ «کمترین نگرانی» (Least Concern) قرار دارد.

## زیستگاه
نراد فارژ در مناطق سرد و مرطوب کوهستانی چین رشد می‌کند. این گونه معمولاً در جنگل‌های مختلط یا خالص در کنار سایر درختان مخروطی یافت می‌شود.

## ویژگی‌ها
نراد فارژ دارای تنه‌ای صاف و استوانه‌ای‌شکل است. برگ‌های آن سوزنی و به رنگ سبز تیره بوده و مخروط‌های آن به طول ۶ تا ۱۰ سانتی‌متر می‌رسند. این درخت به دلیل رشد کند و مقاومت نسبت به شرایط سخت محیطی، برای جنگل‌کاری و بازسازی مناطق تخریب‌شده نیز استفاده می‌شود.

## اهمیت اقتصادی و زیست‌محیطی
چوب نراد فارژ به دلیل کیفیت بالا در صنایع مختلف از جمله ساخت مبلمان، الوار و کاغذسازی استفاده می‌شود. همچنین، این گونه نقش مهمی در حفظ تعادل اکوسیستم‌های کوهستانی و جلوگیری از فرسایش خاک ایفا می‌کند.

## تهدیدات
تخریب زیستگاه، تغییرات اقلیمی و بهره‌برداری بی‌رویه از جمله تهدیدات اصلی برای بقای این گونه هستند. با این حال، برنامه‌های حفاظتی متعددی برای حفظ جمعیت این درخت در چین در حال اجرا است.